# Белая горячка (фильм, 1989)
«Белая горячка» (англ. White Hot) — американский кинофильм режиссёра Робби Бенсона. Премьера фильма состоялась 9 марта 1989 года в ФРГ.

## Сюжет
Молодого человека, у которого мало денег, уговорили присмотреть неделю или две за бизнесом местного наркодилера. До этого парень был честным и не связывался с наркотиками, но, проведя дни в окружении богатства и наркотиков, он уже не может сопротивляться.

## В ролях
- Робби Бенсон — Скотт
- Тауни Китаэн — Ванесса
- Дэнни Айелло — Чарли Бьюик
- Кевин Грей — Бутчи
- Клифф Бемис — Дуэйн
- Тони Гиллан — Анжело
- Поль Герман — Винни

## Технические данные
- Цветной, звуковой
- Премьера: 9 марта 1989 года (ФРГ)